# Placogorgia intermedia
Placogorgia intermedia är en korallart som först beskrevs av Thomson 1927.  Placogorgia intermedia ingår i släktet Placogorgia och familjen Plexauridae. Inga underarter finns listade i Catalogue of Life.